# Erik Thorstvedt
Erik Thorstvedt   (Stavanger, 28 d'octubre de 1962) és un futbolista noruec, ja retirat, que ocupava la posició de porter. Va guanyar 97 partits per a la selecció noruega, i va ser el titular de la porteria a la Copa del Món de la FIFA de 1994. Va jugar a Viking, Eik-Tønsberg, Borussia Mönchengladbach, IFK Göteborg i Tottenham Hotspur.

## Biografia
Thorstvedt va ser el primer noruec a guanyar la FA Cup quan la va guanyar amb els Spurs el 1991 i més tard es va convertir en el segon noruec a jugar a la Premier League. Durant el seu temps a Tottenham, Thorstvedt va viure a la ciutat de Hoddesdon, Hertfordshire.
Thorstvedt es va retirar el 1996 a causa de lesions a l'esquena. Després de la seva carrera com a jugador, va treballar com a entrenador de porters amb la selecció noruega i va tenir un breu període com a director de futbol a Viking.
Ha treballat com a comentarista/expert expert per a diversos canals de televisió, i va ser el presentador de televisió dels partits de la Royal League mostrats a TVNorge. També va ser l'entrenador de Tufte IL, un equip creat per al programa de televisió de realitat Heia Tufte!. Per la seva aparició en aquest programa va ser guardonat amb el premi a la personalitat televisiva de l'any dels lectors de Se og Hør. Els dilluns feia un programa setmanal de futbol anomenat "Matchball Mandag" a TV2 on ell i els convidats miraven els partits jugats a la màxima divisió noruega amb un enfocament humorístic.
Després de despuntar a diversos equips noruecs, el 1986 marxa a Alemanya per militar al Borussia Mönchengladbach. Posteriorment passa dos anys a Suècia, i el 1989 fitxa pel Tottenham Hotspur FC. A Londres hi jugaria 218 partits de lliga entre 1989 i 1996, quan penja les botes a causa d'una lesió.
Ha estat internacional amb Noruega en 97 ocasions. Va participar en la Copa del Món de Futbol de 1994.